# (5161) Wightman
(5161) Wightman (1980 TX3) – planetoida z grupy pasa głównego asteroid okrążająca Słońce w ciągu 4,8 lat w średniej odległości 2,84 j.a. Odkryta 9 października 1980 roku.